# Nagytőke
Nagytőke is een plaats (község) en gemeente in het Hongaarse comitaat Csongrád. Nagytőke telt 475 inwoners (2007).